# لادیسلاس اسمید
لادیسلاس اسمید (فرانسوی: Ladislas Smid‎; ۱ مهٔ ۱۹۱۵ – ۲۴ سپتامبر ۱۹۹۰) بازیکن فوتبال اهل فرانسه بود.
از باشگاه‌هایی که در آن بازی کرده‌است می‌توان به باشگاه فوتبال لانس اشاره کرد.
وی همچنین در تیم ملی فوتبال فرانسه بازی کرده‌است.